# لئون لویه

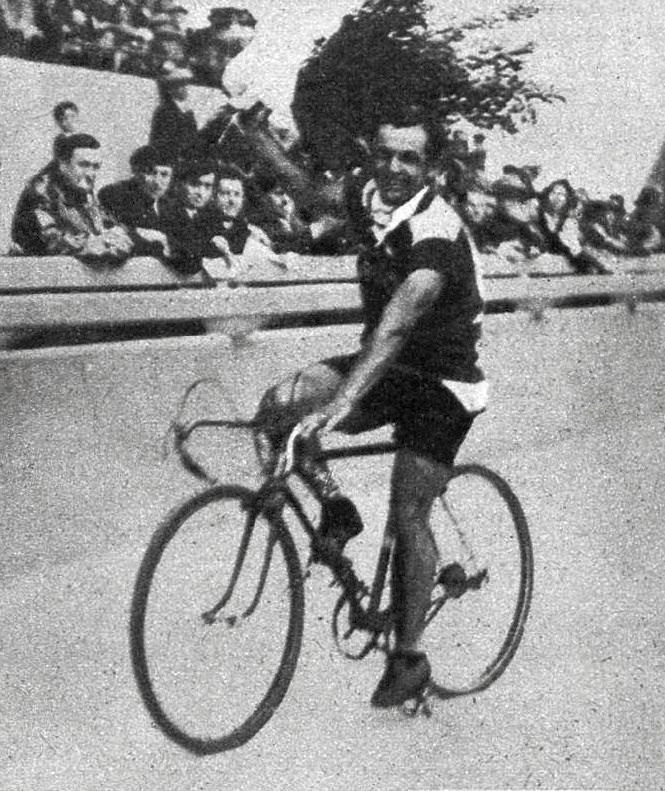
لئون لویه

لئون لویه (انگلیسی: Léon Louyet; ۷ ژوئیهٔ ۱۹۰۶ – ۱۹ مارس ۱۹۷۳) دوچرخه‌سوار اهل بلژیک بود.